# Kathedrale von Murska Sobota

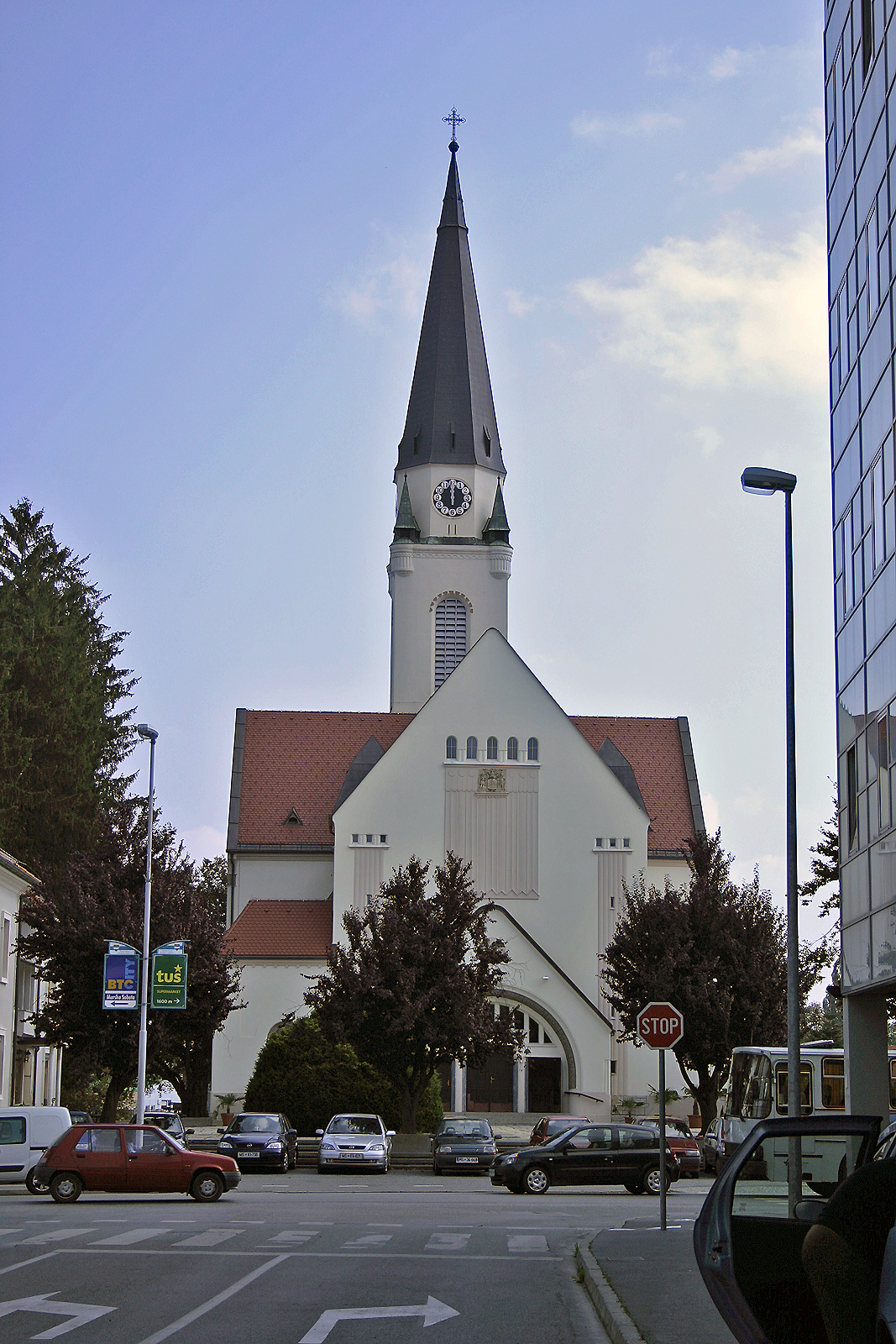
Außenansicht

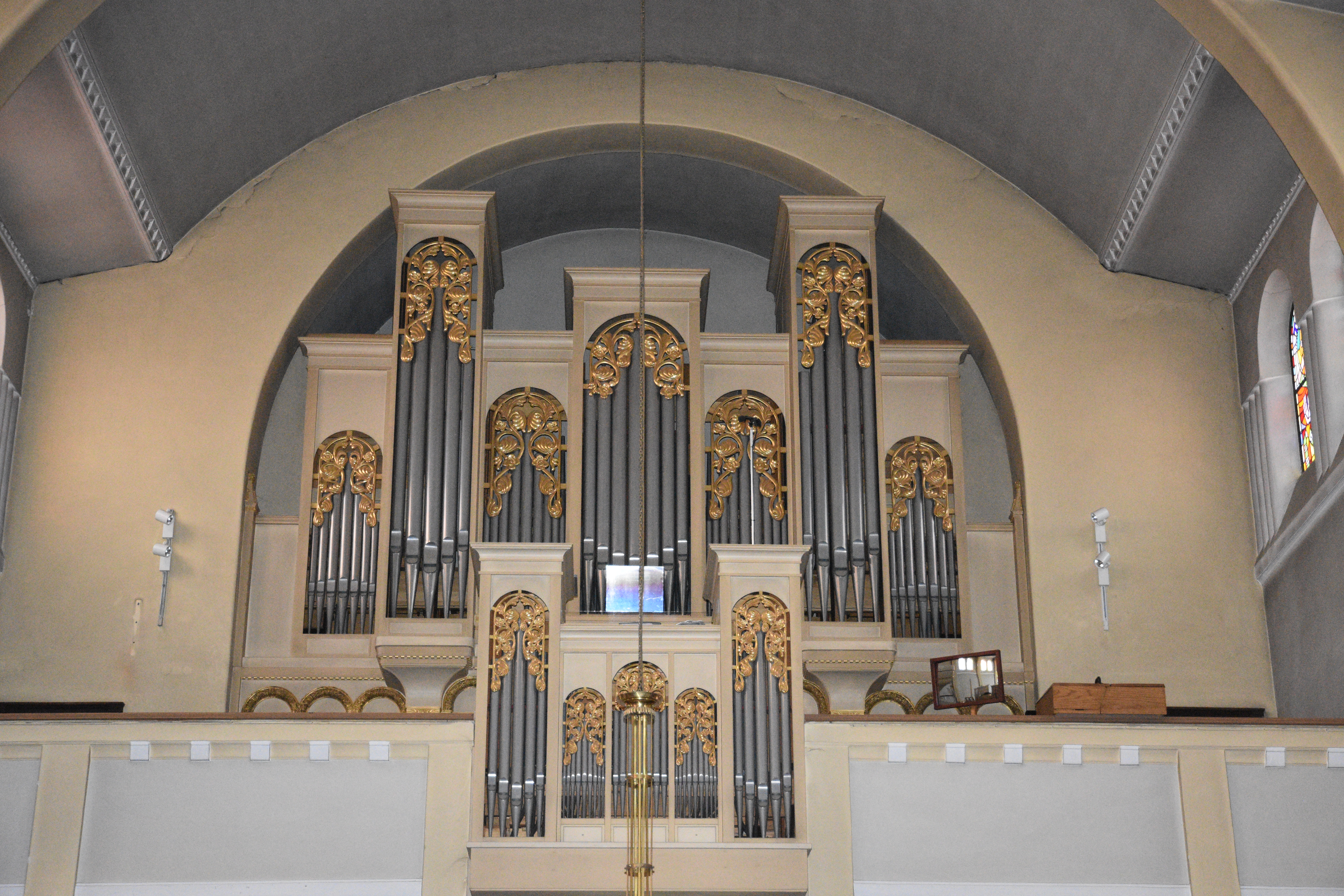
Orgel der Kirche

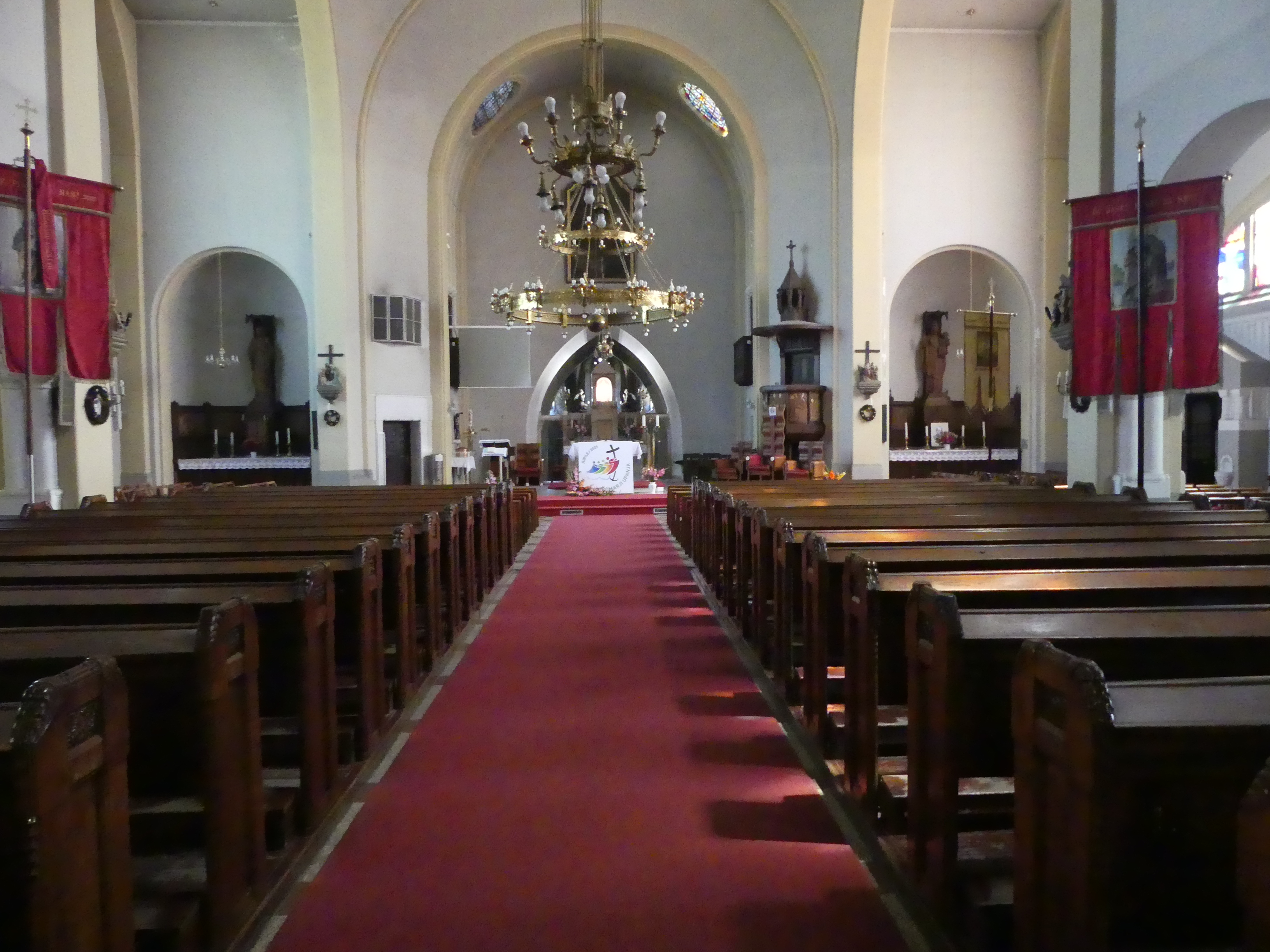
Dom von Murska Sobota, Blick zum Altar

Die Kathedrale St. Nikolaus (slowenisch Stolna cerkev sv. Nikolaja) in der slowenischen Stadt Murska Sobota ist die Bischofskirche des römisch-katholischen Bistums Murska Sobota.
An der Stelle der heutigen Kirche befanden sich bereits römische Tempel, die der ersten Kirche aus Holz weichen mussten. Die Kirche wurde ab 1071 errichtet, kurz nachdem die Ungarn, welche hier siedelten, zum christlichen Glauben übergetreten waren. Bis zum Mittelalter entwickelte sich Murska Sobota zu einem Kirchenzentrum.
Die mittelalterliche zweite Kirche von 1350 wurde 1912 durch die heutige neoromanische Kirche ersetzt. Als Bauschmuck finden sich einige Jugendstilelemente. Als Baumaterial diente auch Stahlbeton.
Die vier Glocken der alten Kirche wurden wieder im neuen Turm aufgehängt. Eine neue Orgel von Anton Škrabl wurde 1992 in der Kirche installiert. Mit 37 Registern gehört sie zu den größten Orgeln des Landes.